# Лагари Хасан-челеби

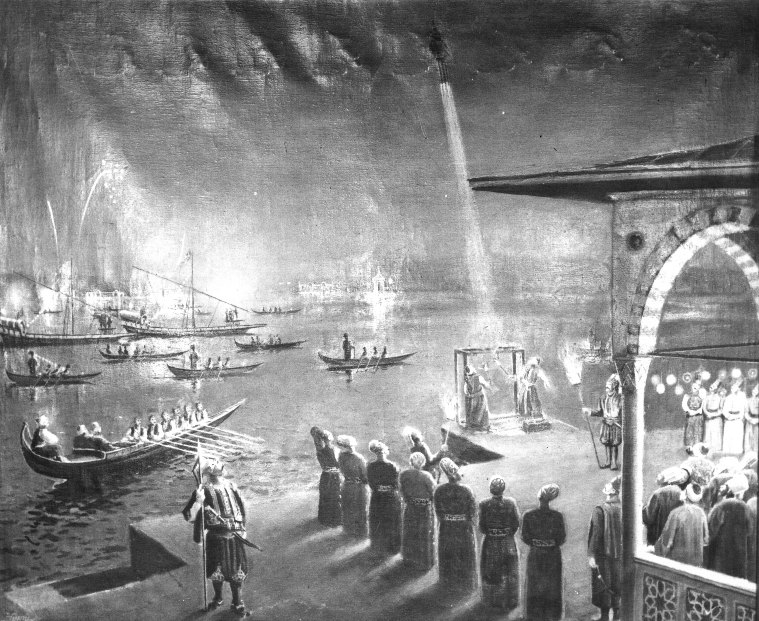
Полёт ракеты Лагари на гравюре XVII века

Лага́ри Хаса́н Че́леби (осман. Lagâri Hasan Çelebi‎) — легендарный османский авиатор XVII века, который, согласно единственному письменному свидетельству путешественника Эвлии Челеби, осуществил первый успешный пилотируемый полёт ракеты. Как утверждается, он взлетел вместе с самодельной пороховой ракетой на 300 метров и благополучно приземлился в море, за что был награждён султаном.

## Биография
Эвлия Челеби сообщает, что в 1633 году Лагари Хасан Челеби подготовил конусовидную ракету длиной в семь локтей (1 египетский локоть = 52.4 см), используя 7 ёмкостей с 64,145 кг (50 окка) пороха. Она была установлена в пушке на мысе Сарайбурну у подножия султанского Дворца Топкапы. Как утверждается, запуск ракеты был приурочен к дню рождения Исмихан Каи-султан дочери султана Мурада IV.
Согласно свидетельству, ракета вместе с Лагари пролетела 300 метров и находилась в воздухе в течение 20 секунд. Лагари приземлился на воду благодаря самодельным крыльям, сыгравшим роль парашюта, и доплыл до берега. Султан наградил его золотом и зачислил в отряд сипах в османской армии. Позже он был сослан в земли Северного Причерноморья (нынешняя Украина).
У Лагари также был брат Хезарфен Ахмет Челеби, учёный-конструктор, на самодельных крыльях перелетевший через Босфор.

## В культуре
- Турецкий художественный фильм 1996 года «Стамбул под моими крыльями»[англ.] повествует о жизни  Лагари Хасана Челеби и его брата и товарища Хезарфена, а также показывает жизнь османского общества в начале XVII века согласно записям Эвлии Челеби.
- История о полёте Лагари была проверена с помощью эксперимента в телепередаче „Разрушители легенд“ 11 ноября 2009 года в выпуске „Crash and Burn“. Однако участники шоу не точно придерживались записей Эвлии Челеби, а в конечной конструкции ракеты не использовались материалы эпохи Лагари. Однако команда „Разрушителей“ объясняет это недостатком информации в источнике. В итоге пришли к тому, что эта легенда выдумана[3].